# Taygetis cleopatra
Espèce
Synonymes
- Taygetis xenana Butler, 1870[1]

Taygetis cleopatra est une espèce de lépidoptères (papillons) de la famille des Nymphalidae, de la sous-famille des Satyrinae et du genre Taygetis.

## Taxonomie
Taygetis cleopatra a été décrit par Cajetan Freiherr von Felder et Rudolf Felder en 1882.
Synonymes : Taygetis xenana Butler, 1870 ; en Guyane.

## Nom vernaculaire
Taygetis cleopatra se nomme Cleopatra's Satyr en anglais.

## Description
Taygetis cleopatra est un grand papillon aux ailes postérieures dentelées à partir de n4, de couleur marron nacré. 
Le revers est de couleur beige rosé nacré  avec une ligne submarginale d'ocelles peu visibles centrés d'un point blanc.

## Biologie
Taygetis cleopatra vole durant les deux saisons sèches, en février et en septembre.

## Distribution
Taygetis cleopatra est présent sous forme de deux isolats, l'un en Colombie et au Pérou et un autre en Guyane,,.

## Protection
Pas de statut de protection particulier[réf. nécessaire].